# Trương Đình Hoàng
Trương Đình Hoàng (sinh năm 1990), biệt danh Hoàng Boxing là một võ sĩ Quyền Anh chuyên nghiệp người Việt Nam. Anh hiện đang tham gia thi đấu boxing châu Á chuyên nghiệp tổ chức bởi Hiệp hội Quyền Anh Thế giới – WBA châu Á.
Trương Đình Hoàng là võ sĩ Quyền Anh chuyên nghiệp Việt Nam đầu tiên giành đai vô địch WBA Đông Á (WBA East Asia Title), người đầu tiên giành đai vô địch WBA châu Á (WBA Asia Title), và cùng là vận động viên đầu tiên nắm giữ hai đai vô địch WBA Đông Á và châu Á.

## Tiểu sử
Trương Đình Hoàng sinh ra và lớn lên ở xã Ea Phê, huyện Krông Pắc, tỉnh Đắk Lắk trong một gia đình bình thường ở vùng quê thuần nông, với cha là Trương Đình Đế, mẹ là Trần Thị Kim Tân, đều là người Đắk Lắk.
Thời trẻ, anh theo học phổ thông ở quê nhà Đắk Lắk, trường trung học cơ sở (THCS) Ea Phê, huyện Krông Pắc, được biết đến là một cậu bé có cá tính mạnh, tài năng thể chất cao. Năm 2002, khi còn đi học, anh bắt đầu được bố cho theo tập luyện ở Câu lạc bộ Võ thuật cổ truyền xã Ea Phê.
Sau khi tốt nghiệp, anh chuyển lên thành phố Buôn Ma Thuột theo đuổi võ thuật. Ban đầu anh tập luyện Wushu, được tuyển làm vận động viên năng khiếu của Trung tâm Huấn luyện thể thao Đắk Lắk. Anh cùng đội tuyển tỉnh nhà tham gia các giải đấu thanh thiếu niên Tán thủ toàn quốc, tại thành phố Cần Thơ, Thành phố Hồ Chí Minh. Tuy nhiên, lúc này anh còn trẻ, chưa giành được huy chương.

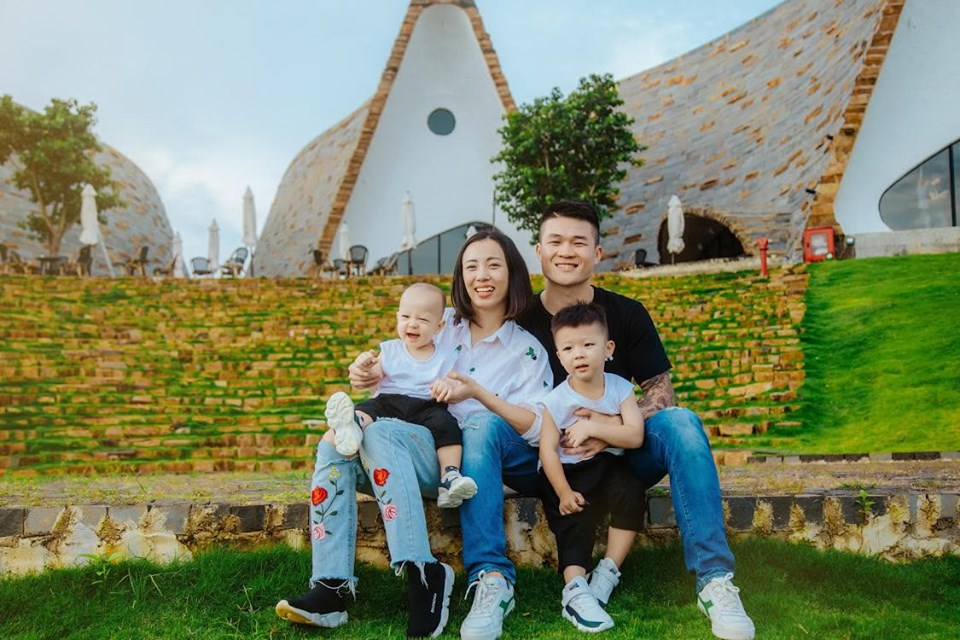
Ảnh gia đình cặp đôi thể thao Việt Nam hoàn hảo Trương Đình Hoàng - Võ sĩ Quyền Anh chuyên nghiệp và Đỗ Thị Thảo - Cựu vận động viên điền kinh Quốc gia.

Sau đó, anh trở về quê nhà, làm việc trồng cà phê cùng gia đình. Không hết đam mê võ thuật, năm 2006, anh dự thi và được tuyển vào đội vận động viên Boxing trẻ tỉnh Đắk Lắk, từ đó trở thành một võ sĩ Quyền Anh. Trương Đình Hoàng tập luyện và tham gia các giải đấu trong nước, ngoài nước từ nghiệp dư cho đến chuyên nghiệp. Trương Đình Hoàng là một trong những võ sĩ Quyền Anh chuyên nghiệp người Việt Nam.
Năm 2015, anh kết hôn với Đỗ Thị Thảo, người Mộc Châu, Sơn La. Vợ chồng được đánh giá là cặp đôi hoàn hảo, bởi hai vợ chồng đều là vận động viên đội tuyển quốc gia, Đỗ Thị Thảo thuộc bộ môn điền kinh, được mệnh danh là Nữ hoàng tốc độ Việt Nam, từng thống trị các cự ly 800 m, 1500 m ở hai kỳ SEA Games 2013, 2015 và mang về cho thể thao Việt Nam bốn chiếc Huy chương Vàng điền kinh.
Anh mở TDH Boxing Club – Câu lạc bộ Boxing ở quê nhà Buôn Mê Thuột, phụ trách huấn luyện và giảng dạy thể thao, võ thuật. Phòng tập này do vợ là Đỗ Thị Thảo quản lý.
Năm 2020, Trương Đình Hoàng tham gia bộ phim điện ảnh Đỉnh mù sương, vai phải diễn nội dung võ thuật. Bộ phim được khởi chiếu ở Việt Nam ngày 17 tháng 07 năm 2020.

## Sự nghiệp

### Phong cách chiến đấu
Trương Đình Hoàng xuất phát từ Tây Nguyên, theo học Võ cổ truyền Việt Nam, rồi Wushu và cuối cùng là Boxing. Anh có chiều cao 182 cm, hạng cân xoay quanh 75 kg, middleweight. Đối với thể trạng trung bình người Việt Nam, anh ở mức cao về thể chất ở cả chiều cao và cân nặng. Ngoài bộ môn Boxing – chỉ dùng đòn đánh tay ra, anh còn am hiểu kỹ thuật sử dụng các bộ phận khác như phần chân. Đối với chuyên nghiệp Boxing, phong cách thi đấu của anh là tốc độ tương đối linh hoạt, sức mạnh đòn đánh, mục tiêu hạ gục đối thủ nhanh, gọn.

Tính đến năm 2020, Trương Đình Hoàng (Hoàng Boxing) và Trần Văn Thảo (The Trigger) là hai võ sĩ Quyền Anh chuyên nghiệp của Việt Nam, đồng thời là hai người Việt từng giành đai Quyền Anh chuyên nghiệp châu Á. Trương Đình Hoàng, Trần Văn Thảo, Nguyễn Trần Duy Nhất, Nguyễn Kế Nhơn là bốn võ sĩ chuyên nghiệp bộ môn nổi tiếng ở Việt Nam. Khi được hỏi về việc so sánh bản thân và võ sĩ Muay Thái chuyên nghiệp Nguyễn Trần Duy Nhất, Trương Đình Hoàng đã trả lời:
"Rất nhiều bạn hỏi rằng mình và Nhất ai sẽ là người mạnh hơn. Mình và Nhất là hai võ sĩ ở hai môn khác nhau, Boxing và Muay Thai đều có đặc thù riêng. Việc mình và Nhất đấu nhau sẽ không bao giờ xảy ra, nhưng chuyện thắng thua hay ai mạnh hơn không quan trọng. Mình và Nhất đều là những người đứng đầu hai bộ môn và mong muốn đem về thành tích cao nhất cho Tổ quốc".

### Sự nghiệp nghiệp dư
Trương Đình Hoàng là một võ sĩ nổi tiếng trong nước về lĩnh vực Boxing. Anh tham gia rất nhiều các giải đấu thể thao khu vực trong nước cho đến toàn quốc, đã 12 năm liền vô địch giải Boxing toàn quốc.
Năm 2009, 2011, anh thuộc đội tuyển vận động viên Việt Nam tham gia Đại hội Thể thao Đông Nam Á, giành Huy chương Đồng Boxing ở cả SEA Games 2009, SEA Games 2011. Anh giành Huy chương Vàng Boxing hạng 75 kg tại SEA Games 2015 khi đánh bại tỷ số 3 - 0 vận động viên Aphisit người Thái Lan, Huy chương Bạc Boxing hạng 81 kg tại SEA Games 2019 khi thua vận động viên Thongkrathok Anav người Thái Lan dưới hệ số điểm.

### Boxing chuyên nghiệp
Tháng 04 năm 2019, khi đã 29 tuổi, Trương Đình Hoàng quyết định tham gia Quyền Anh chuyên nghiệp.
Ngày 18 tháng 05 năm 2019, Trương Đình Hoàng tham trận ra mắt với võ sĩ Arthit Bunphloeng, người Thái Lan tại trung tâm Saigon Sport Club (SSC), Thành phố Hồ Chí Minh, thuộc chuỗi Super Middle Contest, 8 Rounds của WBA Asia Championship. Anh đã giành chiến thắng TKO ngay trong hiệp một.
Ngày 19 tháng 10 năm 2019, anh đối đầu với võ sĩ Lee Gyu Hyun, người Hàn Quốc tại sự kiện Victory 8: Huyền thoại Hoàn Kiếm, tranh đai WBA Đông Á, ở thủ đô Hà Nội. Anh đã giành chiến thắng UD sau mười hiệp thi đấu, và giành được đai vô địch WBA Đông Á.
Ngày 15 tháng 02 năm 2020, Trương Đình Hoàng đối đầu với võ sĩ Yuttana Wongda, người Thái Lan trong trận tranh đai vô địch 76 kg middleweight của WBA – World Boxing Association Asia Super Middle Title, tại Manila, Philippines. Anh đã giành chiến thắng KO ngay trong hiệp hai, giành đai WBA hạng middleweight.

## Giải thưởng
- Vô địch Quyền Anh nghiệp dư toàn quốc 12 năm liên tiếp, hạng 75 kg.
- Huy chương Vàng SEA Games 2015, Boxing hạng 75 kg.
- Huy chương Bạc SEA Games 2019, Boxing hạng 81 kg.
- 02 Huy chương Đồng SEA Games 2009, SEA Games 2011, Boxing hạng 69 kg, 75 kg.
- Đai vô địch WBA châu Á Quyền Anh chuyên nghiệp - World Boxing Association Asia Super Middle Title, hạng 76 kg.
- Đai vô địch WBA Đông Á Quyền Anh chuyên nghiệp - World Boxing Association East Asia Middle Title, hạng 76 kg.